# طاووسية
طاووسية هي قرية في مقاطعة ساوجبلاغ، إيران. يقدر عدد سكانها بـ 827 نسمة بحسب إحصاء 2016.